# Towarzysze (film)
Towarzysze (tytuł oryginalny: Shokët) – albański film fabularny z roku 1982 w reżyserii Kujtima Çashku.

## Opis fabuły
Trwa budowa wielkiego zakładu przemysłowego. Próba uruchomienia nowoczesnej linii produkcyjnej doprowadza do wybuchu i przerwania eksperymentu. Inżynier Genci, odpowiedzialny za realizację projektu odkrywa, że do wybuchu nie doprowadziła wada projektu, ale sabotaż. 
Film realizowano w kombinacie metalurgicznym "Çeliku i Partisë" w Elbasanie i w Fierze.

## Obsada
- Ndriçim Xhepa jako inżynier Genc
- Sotiraq Bratko jako Jani
- Elvira Diamanti jako Teuta
- Vangjush Furxhi jako Bujar
- Astrit Çerma jako Xhelo
- Margarita Xhepa jako matka Genciego
- Reshat Arbana jako Nikolla
- Demir Hyskja jako dyrektor
- Elez Kadria jako Gjon Vusho
- Tonin Ujka jako Bardhi
- Rezarta Vinçani jako Eli
- Sokol Saraçi jako Bardhi
- Dashnor Zyberi jako Sokol
- Anastas Xhuvani jako Sokol